# Filipe Nyusi
Filipe Jacinto Nyusi (n. 9 februarie 1959, Mueda District⁠(d), Provincia Cabo Delgado, Mozambic), de asemenea, ortografiat Nyussi, este un politician mozambican funcționând ca al patrulea președinte al Mozambic, în funcție din 2015. Anterior a ocupat funcția de ministru al Apărării din 2008 până în 2014. Nyusi a fost candidatul partidului de guvernământ, Frelimo, la alegerile prezidențiale din 2014.